# North Bank Supporters
North Bank Supporters (NBS) är en helt fristående och ideell supporterförening till ishockeyklubben HV71 i Jönköping i Sverige. Föreningen bildades den 22 oktober 1993 och ersatte, efter sex år utan organiserad supporterverksamhet., den tidigare hejarklacken Klapp & Klang, som blivit en klubb 13 oktober 1980 och lagts ner 21 september 1987. Namnet North Bank Supporters kommer från att Klapp och Klang stod på den norra sidan av dåvarande Rosenlundshallen, vilken byggdes om till sittplats i mitten av 1980-talet. Supportern Jocke Larsson fick idén till namnet.
North Bank Supporters har fått flera utmärkelser av Svenska ishockeyförbundet, som Sveriges bästa supportrar, knappt tio gånger. Senaste gången de fick utmärkelsen var säsongen 2007–2008 (26 januari 2008), då av Aftonbladet. Föreningen har också berömts av HV71:s spelare. Vid sidan av North Bank Supporters finns en tifogrupp som kallar sig NBS-tifo.
Klubben har sedan 2010 ett eget ishockeylag, "Team NBS, och bedrev tidigare även innebandy.